# Zapornik (film)
Zapornik (izvirni naslov Prisoner) je filmski psihološki triler iz leta 2007. Film sta režirala David Alford in Robert Archer Lynn, ki sta ustvarila tudi scenarij, producentsko vlogo pa je prevzel Marshall Persinger. V filmu nastopa le malo oseb, saj je glavna pozornost namenjena psihološkemu boju med režiserjem Derekom Platom in neznancem, ki Dereka zapre v celico zapuščenega zapora.

## Vsebina
Film prikazuje uspešnega hollywoodskega režiserja Dereka Plata (igra ga Julian McMahon), ki je predvsem poznan po svojih šokantnih, nasilnih in obešenjaških filmih, eden od takih mu je prislužil tudi Zlato palmo na filmskem festivalu v Cannesu. Plato začne nov projekt, film imenovan Zapornik, ki bi ga posnel v opuščenem zaporu, ki ga za ta namen tudi obišče. Pri obisku mu sprva asistira Bob (igra ga Tom Guiry). Bob in Derek tako pohajkujeta po razpadlem, preperelem in zapuščenem zaporu, vendar se med njima že od samega začetka pojavlja trenje, saj skuša Bob biti prijazen in spoštljiv do slavnega režiserja, Derek pa ga zaničuje in ga praktično ignorira, saj mu je več mar za to, kar bo posnel na svojo kamero, kot za to, kar mu ima za povedati Bob. Ravno zaradi tega Derek predlaga Bobu, da bi ga pustil samega pri raziskovanju zapora, čemur Bob tudi ugodi.
Ko Bob odide, Derek nadaljuje s sprehajanjem po zaporu. Znova si ogleda tri celice, ki mu jih je pokazal Bob, vse tri so bile oštevilčene s številkami od 1 do 3, nižja številka pa je pomenila, da je zapornik bližje električnemu stolu, ki se je nekoč nahajal v sosednji sobi. Ob Derekovem obisku sicer stola ni bilo več v zaporu. Medtem ko si Derek ogleduje preostale kotičke zapora, ga napade neznanec (igra ga Elias Koteas) in ga s palico udari po glavi. Derek se zgrudi in izgubi zavest, neznani nasilnež pa ga odvleče v celico številka 3. Ko se Derek prebudi, si začne ogledovati položaj in kričati za pomoč, vendar vse, kar privleče nase, je pozornost neznanega moškega, ki nekajkrat pride mimo njegove celice, vselej pokrit s kapuco, tako da Derek ni mogel videti njegovega obraza. Derek se počasi sprijazne s svojo usodo, vse bolj pa mu v zavest prihaja podoba svoje izvoljenke Olivie (igra jo Dagmara Dominczyk). 
Čez nekaj časa neznani moški sname svojo kapuco in se približa celici, z Derekovo kamero v roki. Na Derekovo prigovarjanje mu neznanec pove pravila igre, in sicer da lahko le on postavlja vprašanja, Derek lahko na njih le odgovarja, ter da mora biti Derek pošten do njega. Sčasoma Derek ugotovi, da neznanca zanima zgolj njegovo zgodnje delo, zato mu tudi začne praviti o svojem zgodnjem delu, torej svojih prvih filmskih poskusih še iz gimnazijskih časov. Ker s temi odgovori neznanec ni zadovoljen, mu v skodelico vode ali v mrtvo žival (ki naj bi jo predtem ujel v zaporu in jo je nato Dereku serviral kot hrano-malico) podtakne drogo, ki Dereka omami. Ko se zbudi, s pomočjo ročne ure ugotovi, da se je znašel že v celici številka 2, torej da je vse bližje električnemu stolu.
Neznanec ga začne znova vpraševati po zgodnjem delu in Derek mu sčasoma začne pripovedovati o svojem otroštvu, ki ga je preživel sam z materjo, ki jo je imel nadvse rad. Med drugim pove tudi, da mu je mati podarila kamero, ki jo je skrbno uporabljal, in da je začel mater na skrivaj snemati, potem ko ni več želela zanj nastopati kot igralka. Derek postopoma ugotovi, kako se lahko izvije iz situacije, zato se naredi omamljenega (saj je znova popil skodelico vode in mrtvo žival, le da ju je tokrat na skrivaj izbruhal ven, česar neznanec ni videl). Ko neznanec vstopi, da bi Dereka odvlekel v celico številka 1, se med njima odvije boj, ki ga dobi Derek, saj neznanca udari po glavi z jekleno palico in zbeži ven. Medtem ko išče pot iz zapora, pa ga dohiti neznanec, ki na glavi začuda sploh nima nobene rane. Neznanec Dereka udari s palico, kar je dovolj, da Derek vnovič izgubi zavest, neznanec pa ga odvleče v celico številka 1. Tam se odvije nov psihološki boj med obema akterjema, vendar neznanec iz Dereka ne izvleče ničesar (Derek še vedno vztraja, da je mati storila samomor), zato ga znova omami in odvleče v sobo za usmrtitev. 
Na električnem stolu Derek že povsem znori in naposled ugotovi, kaj neznanec od njega sploh hoče - priznanje, da je mati umrla, ko jo je mladi Derek na skrivaj snemal, pa je ona to opazila in ponesreči v razburjenju prevrnila radio, ki ji je padel v kad (ona se je namreč kopala). Derek se po priznanju, ki ga pusti nadvse vročičnega, zopet znajde v celici, v kateri naj bi ga neznanec onesvestil, k njemu pa pride Bob. Slednji se je vrnil, da bi od njega zahteval scenarij bodočega filma. Derek ga ponižno prosi, da mu da nekaj časa, da pride k sebi, Bob pa je začuden, saj se je Derek nenadoma začel do njega obnašati povsem vljudno. Gledalcu tako ostane le domneva, da neznanec ni nikoli obstajal in da je bil plod Derekove domišljije, saj se film tu zaključi. 

## Igralska zasedba
- Julian McMahon - Derek Plato
- Elias Koteas - neznanec, paznik
- Dagmara Dominczyk - Olivia
- Tom Guiry - Bob
- David Alford - ravnatelj Hamm
- Rocky Carroll - kreativni direktor filmskega studia
- David Marshall - mladi Derek
- Kim Raver - Renee, Derekova mati